# Tomelloso
Tomelloso è un comune spagnolo situato nella comunità autonoma di Castiglia-La Mancia nella provincia di Ciudad Real.
Il comune è costituito di terreni aridi, con pochi alberi, dove si estendono piantagioni di viti, cereali e ortaggi vari.
Confina a nord con Pedro Muñoz e Campo de Criptana, ad est con Socuéllamos, a sud con Argamasilla de Alba ed Alhambra e ad ovest con Alcázar de San Juan.

## Storia
Fondata nel 1530 da Martin Sanchez, Aparicio Quiralte ed Andres Lopez Carretero come frazione dipendente dalla giurisdizione di Socuellamos.
Durante i secoli XVI e XVII, Tomelloso cercò di ottenere l'indipendenza ma non riuscì a superare l'opposizione dei governatori dell'Encomienda di Socuellamos, dipendente dall'Ordine di Santiago.
Non ottenne l'indipendenza finché non le fu concessa dal re Carlo III nel 1769, quando la popolazione di Tomelloso divenne tre volte maggiore di quella di Socuellamos.
Durante il secolo XIX il nuovo comune ebbe un notevole sviluppo, dovuto all'agricoltura della vite ed al commercio del vino. Quando il territorio spagnolo fu diviso in province, richiese di essere capoluogo della provincia della Mancia (era il 1830).
Alla fine del secolo XIX e gli inizi del XX, ci fu un forte incremento demografico, passando da 7.000 a 30.000 abitanti in 60 anni, dovuto al grande sviluppo della coltivazione della vite e le industrie legate a tale attività, come la distillazione dei liquori e dell'alcol.
Come ricompensa a tale crescita economica e demografica, il re Alfonso XIII concesse a Tomelloso il titolo di città nel 1927. La vigna ed il vino rappresentano una grande tradizione cittadina, per questo Tomelloso ha scelto come patrono della città la Vergine delle Vigne, una vocazione mariana che ha origine nella città di Burgos di Aranda del Duero.

## Monumenti e luoghi d'interesse

### Taverna dei portici

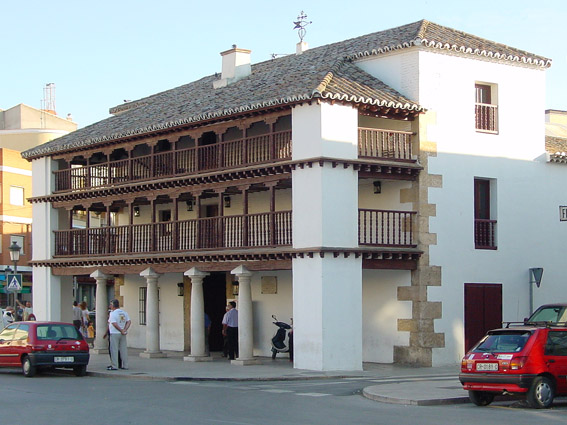
Taverna dei portici

Situata nella Piazza di Spagna, è stata costruita nella seconda metà del secolo XVII come albergo per i viaggiatori e la loro cavalleria, restando tale fino agli anni '60, quando divenne proprietà del comune.
L'edificio conserva la sua struttura originale con un porticato che appoggia su quattro colonne toscane e due pilastri. Sui piani superiori ha balconi lunghi di legno. Conserva inoltre la cucina originale con una enorme cappa-camino e molti utensili dell'epoca. Attualmente ospita esposizioni itineranti in due dei suoi tre piani, trasformate in sale d'esposizione che è possibile visitare.

### Municipio
Si trova accanto alla Taverna dei portici. Costruito nel 1904 è stato restaurato recentemente.

### Chiesa di Nostra Signora dell'Assunzione

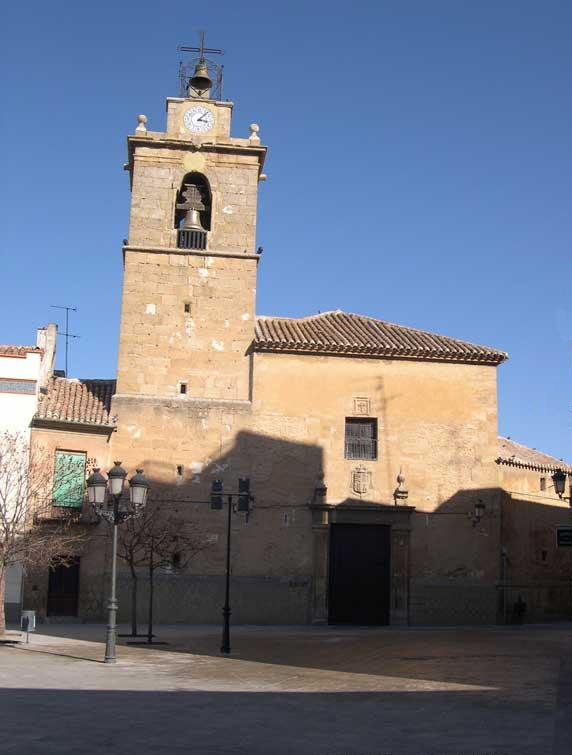
Chiesa dell'Assunzione

Insieme al comune e alla Taverna dei Portici, fa parte degli edifici emblematici della Piazza di Spagna.
Costruita nel secolo XVI e riformata con uno stile barocco all'inizio del secolo XVII. Costituita da tre navate ed una cupola senza tambor.
L'antico retablo di legno policromatico fu bruciato durante la guerra civile del 1936. L'attuale è del 1940, sempre in legno policromatico ed ospita una statua dell'Assunzione della Vergine.

### Museo di Antonio López Torres
Opera dell'architetto Fernando Higueras. Ubicato nella strada che porta il nome del pittore, è stato inaugurato nel 1986 ed è proprietà del comune. Ha due sale con esposizioni permanenti delle opere del pittore, più una terza per esposizioni temporanee.

### Le Grotte
Tomelloso ha nel sottosuolo circa 4.000 grotte scavate per l'immagazzinamento del vino; ci sono grate di aerazione, chiamate lumbreras che si possono vedere facilmente lungo i marciapidi delle strade cittadine. Molte di queste grotte conservano le tipiche giare di terracotta e altri utensili necessari per la produzione del vino. Alcune di queste possono essere visitate.

### Museo del Carro

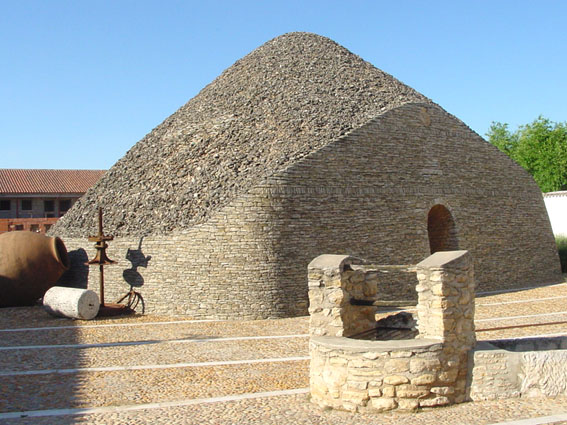
"Bombo" del Museo del Carro

Si trova nei dintorni della città, nella strada che va fino a Pedro Muñoz. È un grande edificio molto ampio, adattato sia dentro che fuori per le necessità del museo e con uno stile tipico della Mancia. Ospita tutto ciò che è legato ai lavori dei campi, dai carri ed i veicoli fino ai finimenti ed ai macchinari.
Nel recinto si trova una costruzione tipica della regione, il bombo, di grandi dimensioni, realizzato con tutti gli elementi tradizionali e seguendo le proporzioni e distribuzioni dei bombi autentici che tuttavia si trovano in normalmente nei campi della Mancia. Si tratta di una costruzione rurale, tipica del comune di Tomelloso e dintorni, destinata ad alloggiare i braccianti ed i loro familiari oltre ai macchinari agricoli e gli animali quando la terra richiede la loro presenza. La sua forma è più o meno circolare, i muri sono molto spessi ed è chiuso da una bella volta. È costruito in muratura con pietre calcaree che chiamano lajas o lanchas, sovrapposte senza cemento fino alla completa chiusura. La porta d'ingresso può essere ad architrave oppure ad arco, orientata a sud. Ha inoltre una canna fumaria. Questi sono i due unici vani all'esterno.

## Amministrazione

### Gemellaggi
- Niort
- Lepe
- Ibi